# Amadeus Templeton
Amadeus Templeton (* 1975 in Herdecke) ist ein deutscher Cellist und Kulturunternehmer.

## Leben und Werk
Amadeus Templeton besuchte die Freie Waldorfschule Engelberg und wurde früh durch seine Eltern, beide Laienmusiker, an die klassische Musik herangeführt. Er studierte Violoncello bei Bernhard Gmelin an der Hochschule für Musik und Theater Hamburg, wo er 2005 sein Diplom erhielt. Nach dem Studium arbeitete er zunächst als freiberuflicher Cellist und Kulturmanager.
Seit 2003 ist Templeton mit der Künstlerin Iris Templeton verheiratet. Gemeinsam haben sie drei Kinder.

### Karriere
Templeton war Mitgründer und geschäftsführender Gesellschafter von concerti, einem Klassikmagazin. Während seines Studiums an der Musikhochschule in Hamburg lernte er den Cellisten Boris Matchin kennen, mit dem er das „Hamburger Celloduo“ gründete.
2009 initiierten Templeton und Matchin gemeinsam das national und international agierende Kultur- und Bildungsprojekt TONALi, das Templeton als geschäftsführender Gesellschafter leitet.
Seit 2010 ist Templeton Gastdozent an der Universität Witten/Herdecke. Zwischen 2015 und 2018 war er Präsidiumsmitglied im Landesmusikrat Hamburg.
2016 gründete er die gemeinnützige Künstleragentur TONALiSTEN, gefolgt von der Gründung der PARTi GmbH im Jahr 2019, die sich um den Vertrieb der von TONALi entwickelten PARTi App kümmert.
2025 war Templeton Mitgesellschafter bei der Gründung der Gesellschaft zur Förderung der klassischen Musik gGmbH, die den OPUS Klassik veranstaltet.
Seit 2017 ist Templeton Vorstandsmitglied der Gunter und Juliane Ribke-Stiftung. Außerdem vertritt er den Deutschen Musikrat als Experte am Runden Tisch „Musikalische Bildung in Deutschland“.

### Lehrtätigkeit und Vorträge
Templeton hielt Vorlesungen an zahlreichen Hochschulen und Universitäten, darunter:
- Deutschland: Universität zu Köln, Hochschule für Musik Saar, Hochschule Franz Liszt, Hochschule für Musik und Theater Hamburg, Universität Witten/Herdecke, Hochschule Macromedia, MenschMusik Hamburg, Kronberg Academy, AMD Akademie Mode & Design
- Österreich: Gustav Mahler Privatuniversität für Musik
- China: Yunnan Normal University, Mianyang Normal University, Shanghai University
- USA:

Zusätzlich hielt Templeton Vorträge unter anderem an der Hamburger Landesvertretung in Berlin, dem Institut für Kulturmanagement, den Intendantentreffen der norddeutschen Musikfestivals, sowie den deutschen Generalkonsulaten in Sankt Petersburg und Los Angeles.

### Workshops und Festivalbeteiligungen
Templeton leitete Workshops in renommierten Institutionen und Festivals, darunter:
- Deutschland: Heidelberger Frühling, BASF Ludwigshafen, Tonhalle Zürich, Festspiele Mecklenburg-Vorpommern, Kissinger Sommer, Gezeitenkonzerte, Altmark Festspiele, Kronberg Academy, Cello Akademie Rutesheim, Nikolai Saal Potsdam, Klassik nah dran (Zweibrücken)
- International: GLOBART (Wien), Molyvos International Music Festival (Griechenland), Mariinsky Theater (Sankt Petersburg), Ferrara Musica (Italien)

### Jurymitgliedschaften
Templeton war Mitglied in Wettbewerbsjurys, darunter:
- Jugend musiziert
- Musikwettbewerb „Ton & Erklärung“ des Kulturkreises der Deutschen Wirtschaft
- Ideenwettbewerb der Hochschule für Musik und Theater Hamburg
- Klang.Forscher-Wettbewerb der PwC-Stiftung und der Stiftung Zuhören
- Masefield-Wettbewerb der Alfred Toepfer Stiftung F.V.S.
- Akkreditierungskommission der Hochschule für Musik und Theater Hamburg

## Auszeichnungen
- 2005 Sonderpreis der Oscar und Vera Ritter-Stiftung für die Gründung des concerti-Verlages
- 2009 Sonderpreis der Oscar und Vera Ritter-Stiftung für die Gründung von TONALi
- 2011 Sonderpreis für erfolgreiche interdisziplinäre Netzwerkarbeit und Förderung junger Künstler der Prof. Wolfgang und Isolde Stabenow-Stiftung
- 2013 Ritter-Preis für TONALi (15.000 Euro)
- 2014 Kulturpreis der Gunter und Juliane Ribke-Stiftung für TONALi (25.000 Euro)
- 2015 Hamburger Preis für Kultur-Kommunikation für TONALi (3.000 Euro)
- 2017 ECHO Klassik (Preis für Nachwuchsförderung) für TONALi
- 2020 Auszeichnung für den TONALi SAAL als „Hamburgs bester neuer Club“

## Filmproduktion
Amadeus Templeton ist Koproduzent der Dokumentarfilme "TONALi10 / Grand Prix der Geiger"; "Ciao Cello / TONALi12 – Grand Prix der Cellisten"; JUNG + PIANO / TONALi13 Grand Prix der Pianisten" und des Kurzfilmes "Stadtstreicher".